# Лагард, Жоселин
Жоселин Лагард (англ. Jocelyne LaGarde, 1924 — 12 сентября 1979) — жительница острова Таити во Французской Полинезии, ставшая известной за свою единственную роль в фильме «Гавайи» (1966).

## Биография
Жоселин Лагард была обычной жительницей Таити, весом 136 кг, которую производители фильма «Гавайи» в 1966 году решили взять на одну из ролей в их фильм. Она не была актрисой и совершенно не могла говорить по-английски, разговаривая только на местном языке и бегло на французском. Перед съёмками с ней работал специальный тренер для того чтобы она смогла произнести свой небольшой диалог.
В фильме она сыграла королеву Алии Нуи племени Мауи Малама. Этот персонаж стал на столько популярным у аудитории, что Джоселин была номинирована на «Оскар» за лучшую женскую роль второго плана. «Оскара» она так и не получила, зато была удостоена премии «Золотой глобус» в той же номинации.
После фильма «Гавайи» Жоселин больше не снималась и оставшуюся жизнь прожила на Таити, где и умерла 12 сентября 1979 года в возрасте 55 лет.

## Фильмография
- Гавайи (1966) — Королева Малама

## Награды
- «Золотой глобус» 1966 — «Лучшая актриса второго плана» («Гавайи»)